# The Madman's Bride
The Madman's Bride è un cortometraggio muto del 1907 diretto da Lewin Fitzhamon.

## Trama
Un lord compera una ragazza dal padre. Ma l'uomo è un pazzo e uccide la giovane durante la notte. Inseguito dalla polizia, viene catturato dopo una lotta sanguinosa e tragica.

## Produzione
Il film fu prodotto dalla Hepworth.

## Distribuzione
Distribuito dalla Hepworth, il film - un cortometraggio di 122 metri - uscì nelle sale cinematografiche britanniche nel luglio 1907.
Si conoscono pochi dati del film che, prodotto dalla Hepworth, fu distrutto nel 1924 dallo stesso produttore, Cecil M. Hepworth. Fallito, in gravissime difficoltà finanziarie, il produttore pensò in questo modo di poter almeno recuperare il nitrato d'argento della pellicola.